# Sudáfrica en los Juegos Olímpicos de Ámsterdam 1928
Sudáfrica estuvo representada en los Juegos Olímpicos de Ámsterdam 1928 por un total de 24 deportistas que compitieron en 7 deportes.  

## Medallistas
El equipo olímpico sudafricano obtuvo las siguientes medallas:
| Nombre                                                             | Deporte   | Competición       |
| ------------------------------------------------------------------ | --------- | ----------------- |
| Oro                                                                |           |                   |
| Sydney Atkinson                                                    | Atletismo | 110 m vallas M    |
| Plata                                                              |           |                   |
| —                                                                  |           |                   |
| Bronce                                                             |           |                   |
| Harry Isaacs                                                       | Boxeo     | Gallo (53,5 kg) M |
| Marie Bedford Rhoda Rennie Kathleen Russell Frederika van der Goes | Natación  | 4 × 100 m libre F |